# Nikolaus zu Dohna-Schlodien
Nikolaus Burggraf und Graf zu Dohna-Schlodien (5 de abril de 1879 - 21 de agosto de 1956) fue un oficial naval y escritor alemán.

## Biografía
Nikolaus zu Dohna-Schlodien nació en Mallmitz (en la actualidad Małomice, Polonia), siendo hijo de Alfred zu Dohna-Schlodien (1849-1907) y de Margarethe, nacida von der Hagen (1845-1932).
Dohna-Schlodien se unió a la Armada Imperial Alemana en 1896, convirtiéndose en Teniente Segundo en 1899 y en Teniente Primero en 1902. Inmediatamente después de la rebelión de los bóxers sirvió en el SMS Tiger en Asia Oriental en 1901/02 y se convirtió en Comandante del cañonero Tsingtau en 1910-12. En 1913 se convirtió en oficial de navegación del SMS Posen y fue promovido a capitán de corbeta (Korvettenkapitän).

### I Guerra Mundial
En 1915, después del estallido de la I Guerra Mundial, el carguero bananero Pungo de la línea F. Laeisz fue reconstruido como minador y mercante armado, renombrado como SMS Möwe, y puesto bajo el mando de Dohna. Gracias al éxito como comandante del Möwe, Dohna y su tripulación se hicieron populares como héroes de guerra, al igual que las tripulaciones del Wolf (comandado por Karl August Nerger) y del Seeadler (comandado por Felix von Luckner). Se hizo una película en 1917 sobre las hazañas de Dohna, y fue nombrado adjunto naval del emperador alemán Guillermo II.

### Vida posterior
Después de la I Guerra Mundial Dohna-Schlodien comandó un Freikorps en los alzamientos silesios y se retiró de la Marina en 1919. Trabajó como comercial en Hamburgo y se trasladó a Baierbach en la década de 1930, donde murió en 1956.

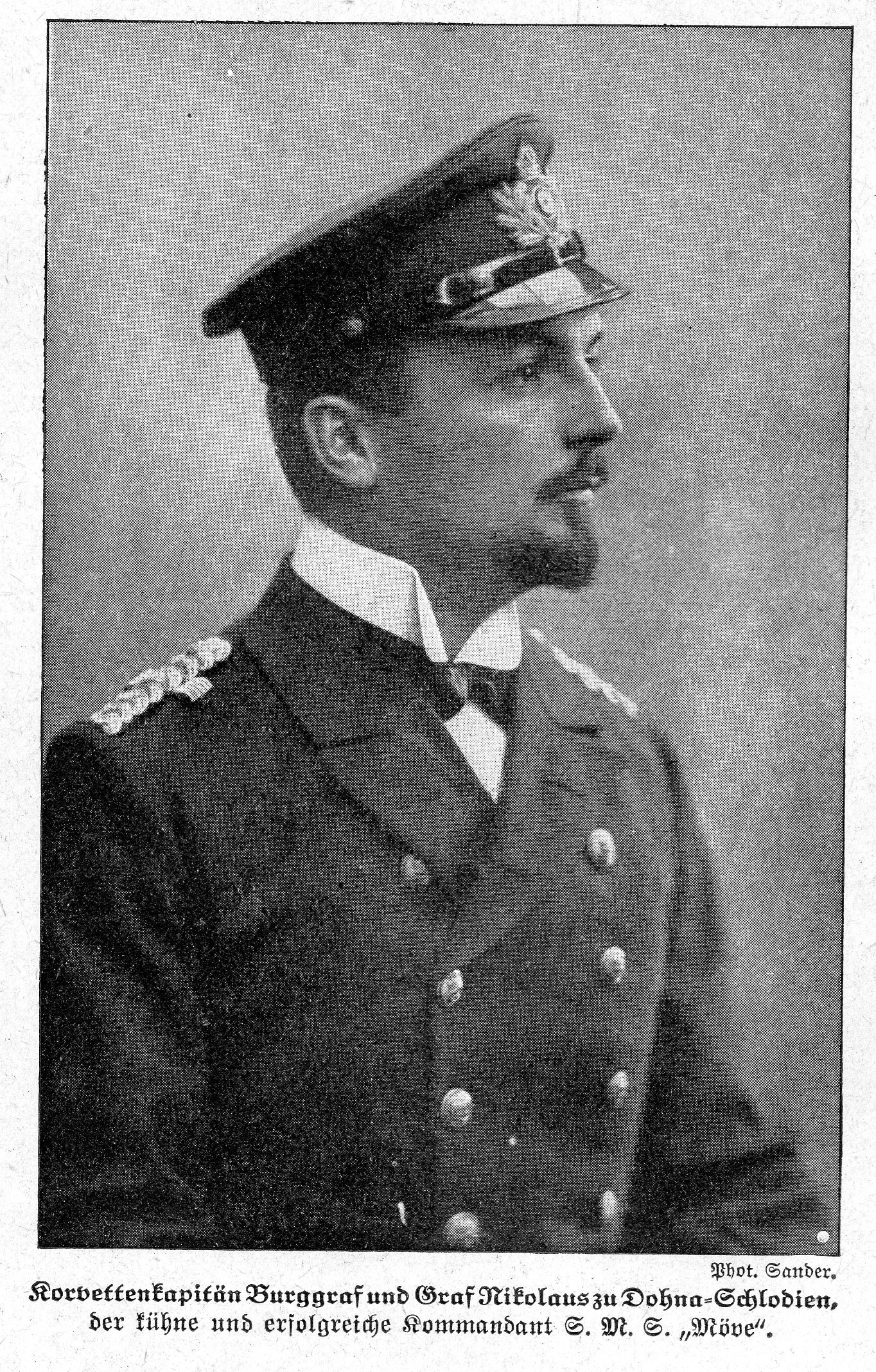
Nikolaus Graf zu Dohna-Schlodien 1916

Contrajo matrimonio con Hilde von Laffert, la viuda de uno de sus buenos amigos y colegas, el Capitán Hans von Laffert, comandante del Leopard en la acción del 16 de marzo de 1917. Hilde tenía una hija, Marion von Laffert, y Nikolaus y Hilde tuvieron dos hijas más juntos, Hildegarde y Margaret.
Dohna-Schlodien fue recordado y respetado por los oficiales navales británicos. Siempre se aseguró de rescatar hasta el último superviviente de los barcos que había hundido. Cuando los Aliados invadieron la región bávara, la familia Dohna-Schlodien fue tratada con respeto. Se dieron instrucciones especiales por los generales aliados para no interferir con la familia y permitirles permanecer en sus hogares sin restricciones durante la invasión.

## Condecoraciones
Nikolaus Graf Dohna-Schlodien fue uno de los dos oficiales alemanes de la Primera Guerra Mundial que recibió las más altas condecoraciones militares de los cinco principales estados alemanes (el otro oficial alemán fue Karl August Nerger):
- Pour le Mérite (Prusia)
- Orden Militar de Max Joseph (Baviera)
- Orden Militar de San Enrique (Sajonia)
- Orden al Mérito Militar (Wurtemberg)
- Orden al Mérito Militar de Carlos Federico (Baden)
- Cruz de Hierro de 1914, 1.ª y 2.ª clase

## Publicaciones
- S. M. S. Möwe. Perthes, Gotha 1916
- Der Möwe zweite Fahrt. Perthes, Gotha 1917
- Der Möwe Fahrten und Abenteuer. Erzählt von ihrem Kommandanten. Perthes, Stuttgart 1927 (Republication of 1916 und 1917)